# Municipio de Farmer (Ohio)
El municipio de Farmer (en inglés: Farmer Township) es un municipio ubicado en el condado de Defiance en el estado estadounidense de Ohio. En el año 2010 tenía una población de 963 habitantes y una densidad poblacional de 10,17 personas por km².

## Geografía
El municipio de Farmer se encuentra ubicado en las coordenadas 41°22′22″N 84°38′8″O / 41.37278, -84.63556. Según la Oficina del Censo de los Estados Unidos, el municipio tiene una superficie total de 94.65 km², de la cual 94,58 km² corresponden a tierra firme y (0,07 %) 0,06 km² es agua.

## Demografía
Según el censo de 2010, había 963 personas residiendo en el municipio de Farmer. La densidad de población era de 10,17 hab./km². De los 963 habitantes, el municipio de Farmer estaba compuesto por el 97,09 % blancos, el 0,83 % eran afroamericanos, el 0,1 % eran asiáticos, el 1,77 % eran de otras razas y el 0,21 % eran de una mezcla de razas. Del total de la población el 3,74 % eran hispanos o latinos de cualquier raza.